# Coccoi a pitzus

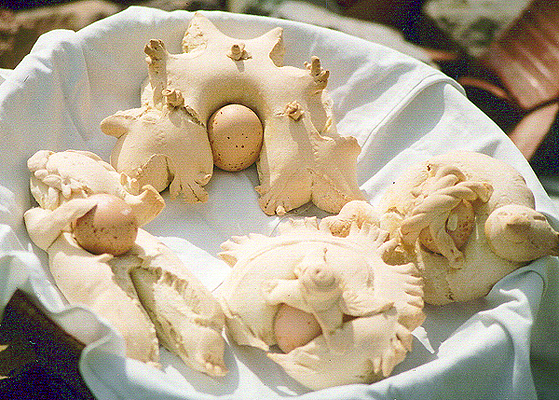
Coccoi cun s'ou, pan navideño de sémola con un huevo en el centro.

El coccoi a pitzus es un pan decorado típico de sémola de grano duro producido en Cerdeña. Se conoce también como su scetti o pasta dura. Es un tipo de bollo preñao que en el pasado se preparaba para los grandes viajes, bodas (coccoi de is sposus) y por Navidad (coccoi cun s'ou).

## Características
Es un pan de masa dura, de forma completamente redonda o semicircular, corteza dorada crujiente, miga compacta y color blanco con protuberancias típicas (pitzus).
Buena parte del trabajo se sigue haciendo manualmente: corte, torneado y decoración. Ésta se realiza con unas tijeras, un cuchillo y una rueda.

## Variantes
- Aranada, con forma de granada.
- Pisci, con forma de pez.
- Pilloni, con forma de aves.
- Tostobuio, con forma de tortuga.
- Arrosa, con forma de rosa.
- Cuaddu, con forma de caballo.
- Pippia, con forma de bebé.
- Coccoi cun s'ou, para las fiestas de Pascua.
- Pei da boi, con forma de pezuñas de buey.
- A follasa, con forma semicircular y decoración con forma de hojas.

- Datos: Q2981241
- Multimedia: Cocói a pitzus / Q2981241